# Torsore
In geometria algebrica, un torsore o uno spazio omogeneo principale è un analogo di un fibrato principale nella topologia algebrica. Poiché ci sono pochi insiemi aperti nella topologia Zariski, è più comune considerare i torsori nella topologia étale o in altre topologie piatte. La nozione di torsore nasce come generalizzazione ulteriore di un'estensione di Galois nell'algebra astratta. Sebbene siano note altre nozioni di torsori in un contesto più generale (ad esempio sopra gli stack), questo articolo si concentrerà sui torsori sopra gli schemi, l'impostazione originale in cui sono stati pensati i torsori. La parola torsore (torsor in Inglese) deriva dal francese torseur. Questi sono infatti ampiamente discussi, ad esempio, nel celebre libro di Michel Demazure e Pierre Gabriel Groupes algébriques, Tome I. 
Siano {\displaystyle {\mathcal {T}}} una topologia di Grothendieck e {\displaystyle X} uno schema. Inoltre sia {\displaystyle G} uno schema in gruppi, allora un {\displaystyle G}-torsore su {\displaystyle X} per la topologia {\displaystyle {\mathcal {T}}} (o semplicemente un {\displaystyle G}-torsore quando la topologia è chiara dal contesto) è dato da uno schema {\displaystyle P} e un morfismo {\displaystyle f:P\to X} con una azione di {\displaystyle G} su {\displaystyle P} che sia {\displaystyle G}-invariante e per la quale {\displaystyle P} risulti localmente banale in {\displaystyle {\mathcal {T}}} cioè esiste una ricoprimento {\displaystyle \{U_{i}\to X\}} tale che {\displaystyle U_{i}\times _{X}P} su {\displaystyle P} sia isomorfo al torsore banale {\displaystyle U_{i}\times G\to U_{i}} 

## Notazioni
Quando {\displaystyle {\mathcal {T}}} è la topologia étale (resp. fpqc, ecc.) invece di un torsore per la topologia étale possiamo anche dire un torsore étale (resp. torsore fpqc ecc.).

## Topologie Étale, fpqc e fppf
A differenza della topologia di Zariski, in molte topologie di Grothendieck un torsore può essere esso stesso un ricoprimento. Ciò accade in alcune delle topologie di Grothendieck più comuni, come la topologia fpqc, la topologia fppf ma anche la topologia étale (e molte altre meno famose). Quindi quando {\displaystyle {\mathcal {T}}} è una qualsiasi di queste topologie (étale, fpqc, fppf) possiamo proseguire come segue: sia {\displaystyle X} uno schema e {\displaystyle G} uno schema in gruppi, allora ne segue che {\displaystyle P\to X} è un {\displaystyle G}-torsore se e solo se {\displaystyle P\times _{X}P} su {\displaystyle P} è isomorfo al torsore banale {\displaystyle P\times G} su {\displaystyle P}. In questo caso spesso diciamo che un torsore banalizza se stesso (poiché diventa un torsore banale quando viene effettuato un pull back su se stesso).

## Corrispondenza tra fibrati vettoriale eGLn{\displaystyle {GL}_{n}}-torsori
Fissato uno schema {\displaystyle X} esiste una biiezione tra i fibrati vettoriali su {\displaystyle X} (cioè fasci localmente liberi) e {\displaystyle {GL}_{n}}-torsori, dove {\displaystyle n=rg(V)\in \mathbb {N} }, è il rango di {\displaystyle V}. Dato {\displaystyle V} si può prendere il fascio (rappresentabile) degli isomorfismi locali {\displaystyle Isom(V,{\mathcal {O}}_{X}^{\oplus n})} che ha una struttura di {\displaystyle Isom({\mathcal {O}}_{X}^{\oplus n},{\mathcal {O}}_{X}^{\oplus n})}-torsore. È facile dimostrare infine che {\displaystyle Isom({\mathcal {O}}_{X}^{\oplus n},{\mathcal {O}}_{X}^{\oplus n})\simeq GL_{n,X}} .

## Torsori banali e sezioni
Uno {\displaystyle G}-torsore {\displaystyle f:P\to X} è isomorfo a un torsore banale se e solo se {\displaystyle P(X)=\operatorname {Mor} (X,P)} non è vuoto, cioè quando il morfismo {\displaystyle f} ammette almeno una sezione {\displaystyle s:X\to P}. Infatti, se esiste una sezione {\displaystyle s:X\to P}, ne segue che{\displaystyle X\times G\to P,(x,g)\mapsto s(x)g} è un isomorfismo. D'altra parte se {\displaystyle f:P\to X} è isomorfo a un {\displaystyle G} -torsore banale, allora {\displaystyle P\simeq X\times G} ; l'elemento identità {\displaystyle 1_{G}\in G} fornisce la sezione richiesta {\displaystyle s=id_{X}\times 1_{G}} .

## Esempi e proprietà fondamentali
- Se {\displaystyle L/K} è un'estensione di Galois finita, allora {\displaystyle \operatorname {Spec} L\to \operatorname {Spec} K} è un {\displaystyle \operatorname {Gal} (L/K)}-torsore (grosso modo perché il gruppo di Galois agisce in modo semplicemente transitivo sulle radici di un polinomio.) Si noti che con abuso di notazione abbiamo ancora denotato con {\displaystyle \operatorname {Gal} (L/K)} lo schema in gruppi costante e finito su {\displaystyle K} associato al gruppo astratto {\displaystyle \operatorname {Gal} (L/K)}. Questo fatto è alla base della discesa di Galois. Si vedano anche le estensioni integrali per una generalizzazione.
- Se {\displaystyle X} è una varietà abeliana su un campo {\displaystyle k} allora la moltiplicazione per {\displaystyle n\in \mathbb {N} }, {\displaystyle n_{X}:X\to X} è un torsore per la topologia fpqc sotto l'azione dello schema in gruppi finito su {\displaystyle k} determinato da {\displaystyle ker(n_{X})} . Ciò accade ad esempio nel caso più celebre in cui {\displaystyle X} è una curva ellittica.

## Torsori e coomologia
Sia {\displaystyle P} un {\displaystyle G} -torsore per la topologia étale e sia {\displaystyle \{U_{i}\to X\}} un ricoprimento che banalizza {\displaystyle P}, come nella definizione. Un torsore banale ammette una sezione: quindi ci sono elementi {\displaystyle s_{i}\in P(U_{i})} . Se si fissano tali sezioni {\displaystyle s_{i}}, possiamo scrivere in modo univoco {\displaystyle s_{i}g_{ij}=s_{j}} su {\displaystyle U_{ij}} con {\displaystyle g_{ij}\in G(U_{ij})} . Diverse scelte di {\displaystyle s_{i}} portano a 1-cobordi in coomologia; questo significa che {\displaystyle g_{ij}} definisce una classe di coomologia nel gruppo di coomologia di  fasci (più precisamente nella coomologia di Čech con coefficienti nel fascio) {\displaystyle H^{1}(X,G)}. Un torsore banale corrisponde all'elemento identità. Al contrario, è facile vedere come qualsiasi classe in {\displaystyle H^{1}(X,G)} definisca un {\displaystyle G}-torsore su {\displaystyle X}, unico a meno di un unico isomorfismo.

## Il torsore universale di uno schemaX{\displaystyle X}e lo schema in gruppi fondamentale
In questo contesto i torsori devono essere presi nella topologia fpqc. Sia {\displaystyle S} uno schema di Dedekind (ad esempio lo spettro di un campo) e {\displaystyle f:X\to S} un morfismo fedelmente piatto, localmente di tipo finito. Si supponga che {\displaystyle f} abbia una sezione {\displaystyle x\in X(S)}. Diciamo dunque che {\displaystyle X} ha un schema in gruppi fondamentale {\displaystyle \pi _{1}(X,x)} se esiste un {\displaystyle \pi _{1}(X,x)}-torsore {\displaystyle {\hat {X}}\to X} pro-finito e piatto, chiamato il torsore universale di {\displaystyle X}, munito di una sezione {\displaystyle {\hat {x}}\in {\hat {X}}_{x}(S)} tale che per ogni {\displaystyle G}-torsore {\displaystyle Y\to X} finito e con una sezione {\displaystyle y\in Y_{x}(S)} c'è un unico morfismo di torsori {\displaystyle {\hat {X}}\to Y} che invia {\displaystyle {\hat {x}}} in {\displaystyle y}. La sua esistenza, congetturata da Alexander Grothendieck, è stata dimostrata da Madhav V. Nori per {\displaystyle S} lo spettro di un campo e Marco Antei, Michel Emsalem e Carlo Gasbarri quando {\displaystyle S} è uno schema di Dedekind di dimensione 1.

## Il prodotto contratto
Il prodotto contrattato è un'operazione che permette di costruire un nuovo torsore partendo da uno dato, gonfiandone o sgonfiandone la struttura con un particolare procedimento detto anche push forward. Sebbene la costruzione possa essere presentata in una generalità più ampia, qui presentiamo solo la seguente situazione, più semplice e molto comune: sia {\displaystyle f:P\to X} un {\displaystyle G}-torsore a destra e sia {\displaystyle u:G\to M} un morfismo di schemmi in gruppi. Supponiamo che {\displaystyle G} agisca a sinistra su {\displaystyle M} tramite moltiplicazione a sinistra: {\displaystyle g\star m:=u(g)m} . Diciamo che due elementi {\displaystyle (p,m)\in P\times M} e {\displaystyle (p',m')\in P\times M} sono equivalenti se esiste {\displaystyle g\in G} tale che {\displaystyle (pg^{-1},g\star m)=(p',m')} . Lo spazio delle orbite {\displaystyle P\times ^{G}M:={\frac {P\times M}{G}}} è chiamato il prodotto contratto di {\displaystyle P} tramite {\displaystyle u:G\to M}. Gli elementi sono denotati con la notazione {\displaystyle p\wedge m} . Il prodotto contrattato è uno schema e ha la struttura di un {\displaystyle M}-torsore a destra quando viene data l'azione {\displaystyle (p\wedge m)*m':=p\wedge (mm')} . Naturalmente tutte le operazioni devono essere intese funtorialmente e insiemisticamente come le notazioni usate lasciano pensare. Il nome prodotto contratto deriva dal francese produit contracté e in geometria algebrica è preferito al suo equivalente topologico push forward.

## Morfismi di torsori e riduzione dello schema in gruppi strutturale
Siano {\displaystyle f:Y\to X} e {\displaystyle h:T\to X} rispettivamente un {\displaystyle G}-torsore (destro) e un {\displaystyle H}-torsore (destro) in una topologia di Grothendieck {\displaystyle {\mathcal {T}}} fissata. Qui {\displaystyle G} e {\displaystyle H} sono schemi in gruppi su {\displaystyle X}. Un morfismo (di torsori) da {\displaystyle Y} a {\displaystyle T} è una coppia di morfismi {\displaystyle (a,b)} dove {\displaystyle a:Y\to T} è un {\displaystyle X} -morfismo e {\displaystyle b:G\to H} è un morfismo di schemi in gruppi tale che {\displaystyle \sigma _{H}\circ (a\times b)=a\circ \sigma _{G}} dove {\displaystyle \sigma _{G}} e {\displaystyle \sigma _{H}} sono rispettivamente l'azione di {\displaystyle G} su {\displaystyle Y} e di {\displaystyle H} su {\displaystyle T} .
In questo modo {\displaystyle T} si risulta essere isomorfo al prodotto contrattato {\displaystyle Y\times ^{G}H} di cui sopra. Se il morfismo {\displaystyle b:G\to H} è un'immersione chiusa allora si dice che {\displaystyle Y} è sotto-torsore di {\displaystyle T}. Possiamo anche dire, ereditando il linguaggio dalla topologia, che {\displaystyle T} ammette una riduzione dello schema in gruppi strutturale da {\displaystyle H} a {\displaystyle G} .